# Fox River Valley Gardens
Fox River Valley Gardens is een plaats (village) in de Amerikaanse staat Illinois, en valt bestuurlijk gezien onder Lake County en McHenry County.

## Demografie
Bij de volkstelling in 2000 werd het aantal inwoners vastgesteld op 788.

## Geografie
Volgens het United States Census Bureau beslaat de plaats een oppervlakte van 2,7 km², waarvan 2,5 km² land en 0,2 km² water.

## Plaatsen in de nabije omgeving
De onderstaande figuur toont nabijgelegen plaatsen in een straal van 8 km rond Fox River Valley Gardens.